# Tal des Teufels

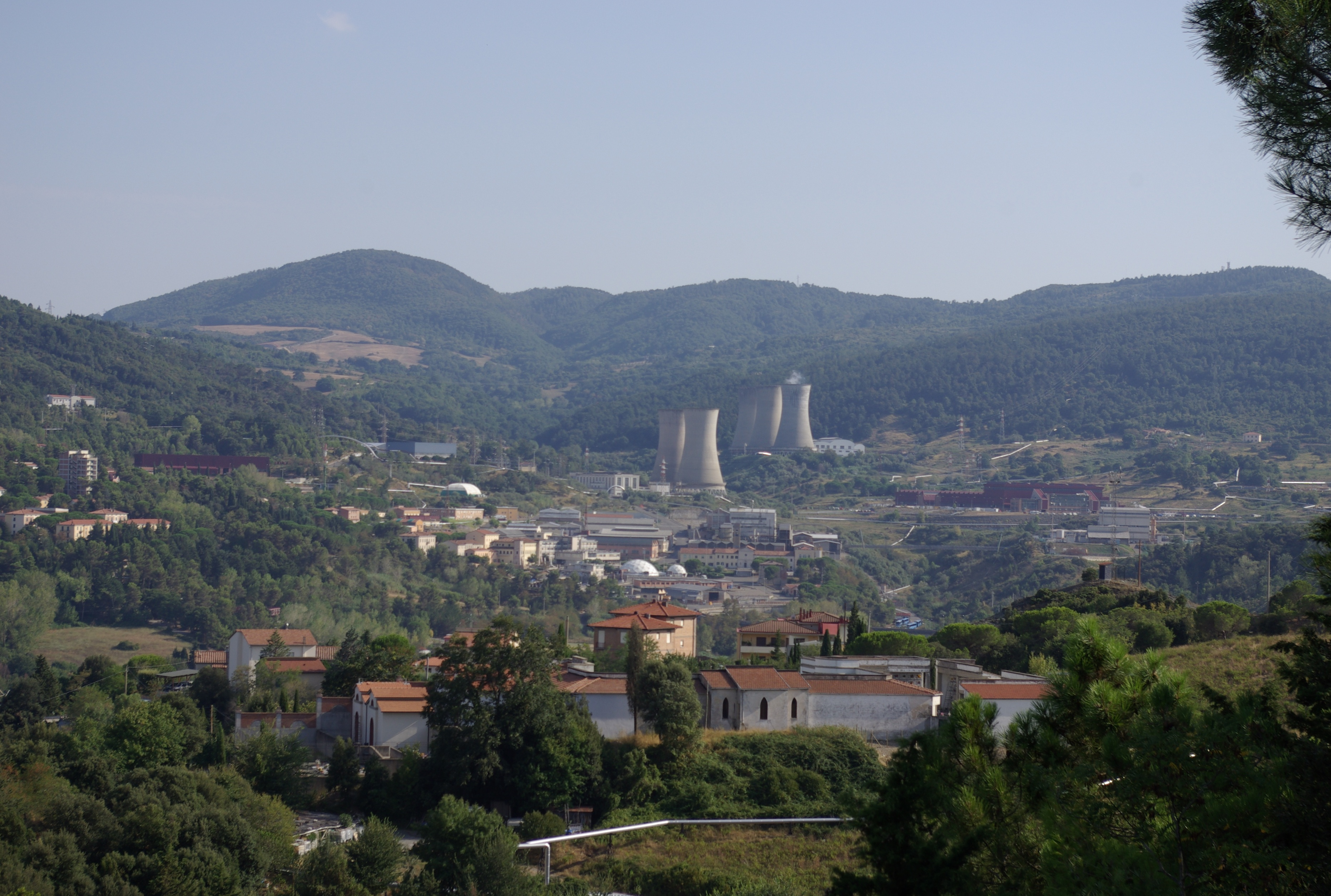
Blick über Montecerboli auf Larderello, im Vordergrund der Friedhof von Montecerboli

Das Tal des Teufels (ital.: Valle del Diavolo) ist ein ca. 200 km² großes, geothermisch aktives Gebiet in der mittleren Toskana, das zur Gemeinde Pomarance gehört. Es ist seit der Antike bekannt und beherbergt seit 1905 eines der weltweit größten Erdwärme-Kraftwerke.

## Lage

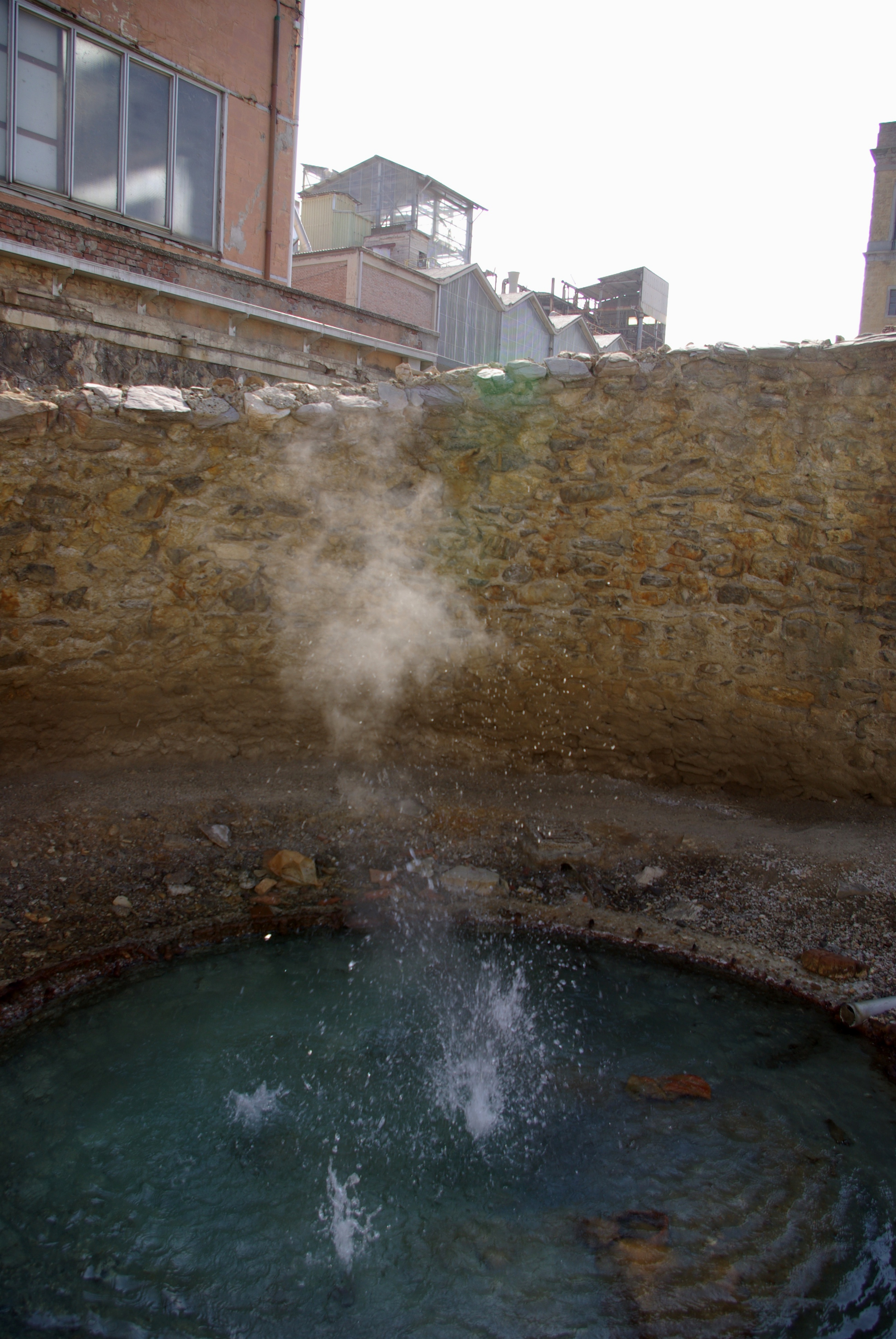
Borhaltiger Soffioni in Larderello

Umgeben von den Colline Metallifere, liegen die Geothermalfelder an der heutigen Strada Statale SS 439 etwa auf halber Strecke zwischen Massa Marittima im Süden und Volterra im Norden, ca. 30 km von beiden Eckpunkten entfernt im oberen Cecina-Tal. Das Tal selbst beginnt bei Castelnuovo di Val di Cecina, wo der 18 km lange Torrente Possera entspringt und folgt dessen Lauf über die Zentren Larderello und Montecerboli bis zu den westlichen Tälern von San Dalmazio, wo der 5 km lange Racquese entspringt. Den größten Teil verbringt das Tal im südöstlichen Gemeindegebiet von Pomarance.

## Geothermie
Wenige Hundert Meter unterirdisch bringt vulkanisches Magma das Grundwasser zum Kochen und stößt es unter gewaltigem Druck an die Erdoberfläche, wo es in rhythmischen Dampffontänen (soffioni) herausschießt. An anderen Stellen tritt kochendes Wasser brodelnd aus und bildet große Schlammpfützen (lagoni).
Das Wasser enthält Bor und Schwefel.
Der Name des Gebietes geht auf das Mittelalter zurück. Eine Stelle in Dantes erstem Buch der Divina Commedia – Inferno – beschreibt den „Dampf, den die Erde in ihrem Bauch hat“. Die Zeilen legen nahe, dass der Florentiner dieses Gebiet gekannt hat. Das Zischen der Dampffontänen, das Blubbern und der Schwefelwasserstoffgestank der schlammigen Tümpel mögen den Dichter inspiriert haben. So hat man sich in jenen Zeiten den Eingang zur Hölle vorgestellt.

## Geschichte / Nutzung der Geothermie

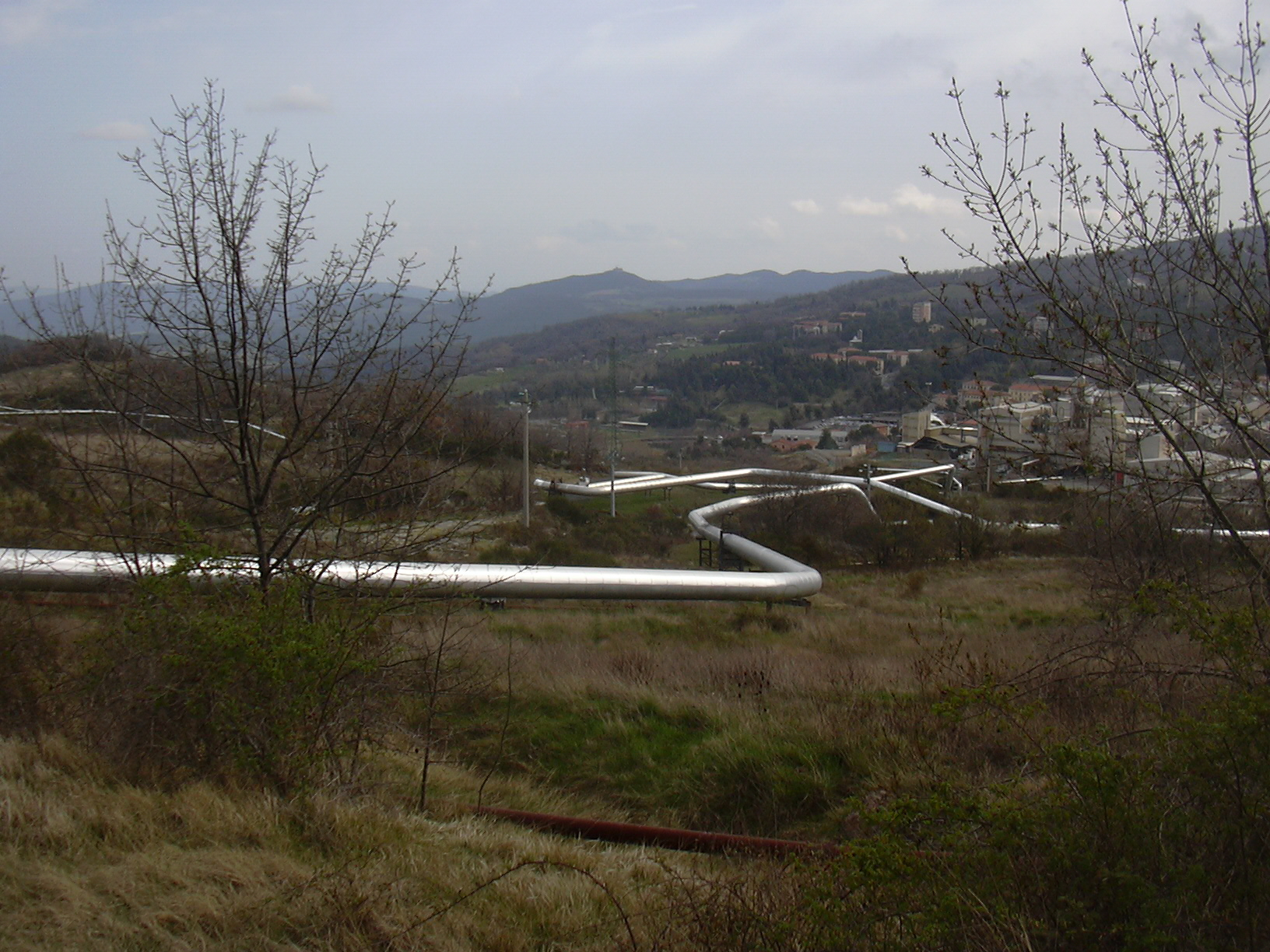
Dampfrohre des Geothermie-Kraftwerks Larderello

Bereits die Etrusker gewannen römischen Quellen zufolge Bor aus den heißen Tümpeln, das sie als Medizin sowie zur Glasur ihrer Keramiken brauchen konnten.
Im Mittelalter vertrieben Händler aus Volterra Schwefel, Alaun und Vitriol.
Die Borgewinnung verlor im Spätmittelalter an Bedeutung, bis sich der Habsburger Großherzog der Toskana, Leopold II. (HRR), im 19. Jahrhundert wieder dafür zu interessieren begann und das Gelände erneut beschrieb. François Jacques de Larderel, ein Industrieller französischen Ursprungs, entwickelte, gestützt auf Vorstudien von Uberto Francesco Hoefer, des Schirmherrn der toskanischen Apotheken und insoweit Beraters am Hofe des Großherzogs, ein Verfahren zur Förderung von Borsäure. Er gründete den nach ihm benannten Ort Larderello.
Der Nutzungswechsel der Erdwärme von Chemie auf Stromerzeugung erfolgte im Jahr 1905. In diesem Jahr wurde das weltweit erste geothermische Kraftwerk errichtet, das seit 1962 vom ENEL betrieben wird. Seine Kühltürme und gewundenen Pipelines zur Ableitung des Dampfes prägen seither das Landschaftsbild des Tals des Teufels. Für den auf der Strada Statale vorbeikommenden Touristen bildet der Kontrast zur mittelalterlichen Kulisse des Ortes Castelnuovo di Val di Cecina einen bizarren Anachronismus. Assoziationen an Land-Art-Kreationen sind in der Reiseliteratur beschrieben worden.
Der 875 m hohe Hügel Ala del Diavolo (= Flügel des Teufels) im Ortsgebiet von Castelnuovo di Val di Cecina öffnet ein weites Panorama über das Gebiet.
Über die rege Geothermie der ganzen vulkanisch aktiven Region informiert das Geothermische Museum in Larderello, Museo della Geotermia, im Palazzo de’ Larderel.